# Sittibirilli
Sittibirilli (ou Sittibrilli, Sitfi Brili) est une localité du Cameroun située dans l'arrondissement de Dargala, le département du Diamaré et la région de l’Extrême-Nord. 

## Population
En 1975, la localité comptait 106 habitants, dont 48 Peuls et 58 Massa.
Lors du recensement de 2005, on y a dénombré 636 personnes.